# Alana Dante
Christel Hoogewijs, conhecida por Alana Dante (1 de dezembro de 1969), é uma cantora de eurodance. Vários de seus singles entraram na parada musical da Bélgica (região de Flandres).

## Discografia

### Singles
| Ano  | Single                      | Melhores posições | Melhores posições | Melhores posições | Álbum            |
| Ano  | Single                      | AUT               | BEL (Fla)         | EUA Dance         | Álbum            |
| ---- | --------------------------- | ----------------- | ----------------- | ----------------- | ---------------- |
| 1996 | "Think Twice"               | 7                 | —                 | 42                | Breaking Out     |
| 1997 | "Attention to Me"           | 39                | —                 | —                 | Breaking Out     |
| 1997 | "Back Where We Belong"      | —                 | —                 | —                 | Breaking Out     |
| 1997 | "Take Me for a Ride"        | —                 | 12                | —                 | Disco-Suppa-Girl |
| 1998 | "The Life of the Party"     | —                 | 10                | —                 | Disco-Suppa-Girl |
| 1998 | "Disco-Suppa-Girl"          | —                 | 27                | —                 | Disco-Suppa-Girl |
| 1999 | "Land of Eternal Love"      | —                 | 35                | —                 | Disco-Suppa-Girl |
| 1999 | "Get Ready for the Sunsand" | —                 | 18                | —                 | Apenas single    |
| 1999 | "Saturday Baby"             | —                 | 2                 | —                 | Apenas single    |
| 1999 | "Give You Up"               | —                 | 5                 | —                 | Apenas single    |
| 2000 | "Star for a Night"          | —                 | 4                 | —                 | Apenas single    |
| 2000 | "Back in the Summer"        | —                 | 9                 | —                 | Apenas single    |
| 2001 | "Never Can Say Goodbye"     | —                 | —                 | —                 | Apenas single    |